# 阿德里安·洛佩斯·阿爾瓦雷斯
阿祖安·洛佩斯·阿爾瓦雷斯（西班牙語：Adrián López Álvarez；1988年1月8日—），简称阿祖安，西班牙足球运动员，场上司职前鋒。

## 俱乐部生涯
阿德里安是奥维耶多青训体系里成长起来的球员，他迅速进入球队的一线队，并且在26场西乙B联赛里射入两球。
2006年，阿德里安转投拉科鲁尼亚，并且代表球队在诺坎普与巴塞罗那的比赛里打进了一个漂亮的进球。随后，阿德里安连续两个赛季被球队租借前往其他球队锻炼。
2009-2010赛季，阿德里安回归拉科鲁尼亚，并且穿上了球队的10号球衣。联赛第三轮拉科鲁尼亚主场迎战西班牙人的比赛里，阿德里安首发出场并且打进一球。
2011年7月19日，阿德里安以自由身身份加盟，共代表球队在联赛中出场90次，打入11球。
2014年7月12日，阿德里安转会加盟葡超球会波尔图。

## 国家队生涯
在加拿大举行的2007年世界青年足球锦标赛上，阿德里安代表西班牙青年队在与约旦队的比赛里完成了帽子戏法。
2011年6月份，阿德里安代表西班牙参加了在丹麦举办的2011年U21欧洲杯，以5个进球的成绩成为本届比赛金靴奖得主。
2012年5月26日，阿德里安次代表西班牙队登场比赛，是役西班牙队2:0战胜塞尔维亚，阿德里安替补出场并且打进一球。
2012年7月份，阿德里安代表西班牙国奥队参加了在伦敦举办的2012年夏季奥林匹克运动会男子足球比赛，小组赛西班牙队1平2负未能出线。

## 荣誉

### 俱乐部
马德里竞技
- 欧联杯冠軍 (1): 2011/12年度
- 欧洲超级杯(1): 2012年
- 西甲冠軍(1):2013/14年度

### 国家队
- 2011年U21欧洲杯: 冠軍

### 個个人
- 2007年世界青年足球锦标赛: 银靴奖（5球）
- 2011年U21欧洲国家杯: 金靴奖（5球）